# داون نيومان
داون نيومان (8 أبريل 1942 - ) (بالإنجليزية: Dawn Newman)‏ هي لاعبة كريكت أسترالية. شاركت مع منتخب أستراليا الوطني للكريكت.

## وصلات خارجية
- داون نيومان على موقع إي آس بي آن كريك إنفو (الإنجليزية)